# Neuville-au-Bois
Neuville-au-Bois is een gemeente in het Franse departement Somme (regio Hauts-de-France) en telt 183 inwoners (1999). De plaats maakt deel uit van het arrondissement Amiens.

## Geografie
De oppervlakte van Neuville-au-Bois bedraagt 2,9 km², de bevolkingsdichtheid is 63,1 inwoners per km².
De onderstaande kaart toont de ligging van Neuville-au-Bois met de belangrijkste infrastructuur en aangrenzende gemeenten.

## Demografie
Onderstaande figuur toont het verloop van het inwonertal (bron: INSEE-tellingen).